# 沖縄県立那覇特別支援学校
沖縄県立那覇特別支援学校（おきなわけんりつ なはとくべつしえんがっこう）は、沖縄県那覇市寄宮二丁目にある公立特別支援学校。
肢体不自由者を主な対象とした特別支援学校（旧名称では養護学校）として開校した。

## 概要
1960年に開園した沖縄整肢療護園の園内に開校した那覇教育区立神原小学校分教場（小学部）と那覇教育区立寄宮中学校分教場（中学部）が始まり。その後、1965年には鏡が丘養護学校の整肢療護園分教場という扱いになり、沖縄整肢療護園から独立。その2年後には鏡が丘養護学校整肢療護園分校となった。
1969年に琉球政府立那覇養護学校として独立。本校ではこの年を学校設立年としている。1972年には本土復帰により沖縄県立那覇養護学校と改名した。
1979年には沖縄整肢療護園の中部分園内に本校の分教室として那覇養護学校中部分園分教室を設立。翌年には分校へと昇格となり、那覇養護学校泡瀬分校となった。1985年に泡瀬養護学校となり分離独立した。
2006年6月の学校教育法一部改定により、旧盲学校、旧聾学校、旧養護学校の学校種が特別支援学校に統一されたことから、2009年4月に校名を那覇養護学校から那覇特別支援学校に変更した。

## 設置学部
- 小学部
- 中学部
- 高等部

## 沿革
- 1960年3月1日 - 那覇教育区立神原小学校分教場（小学部）、那覇教育区立寄宮中学校分教場（中学部）として開校。
- 1965年9月1日 - 琉球政府立鏡が丘養護学校の整肢療護園分教場とする。
- 1967年10月1日 - 琉球政府立鏡が丘養護学校整肢療護園分校として認可。
- 1969年12月15日 - 琉球政府立那覇養護学校として分離独立。
- 1972年5月15日 - 校名を沖縄県立那覇養護学校に変更。
- 1979年4月1日 - 沖縄県立那覇養護学校分教室が開校。
- 1980年4月1日 - 沖縄県立那覇養護学校分教室が沖縄県立那覇養護学校泡瀬分校に昇格。
- 1985年4月1日 - 沖縄県立那覇養護学校泡瀬分校が沖縄県立泡瀬養護学校として分離独立。
- 2009年4月1日 - 校名を沖縄県立那覇特別支援学校に変更。